# 博登施奈德山

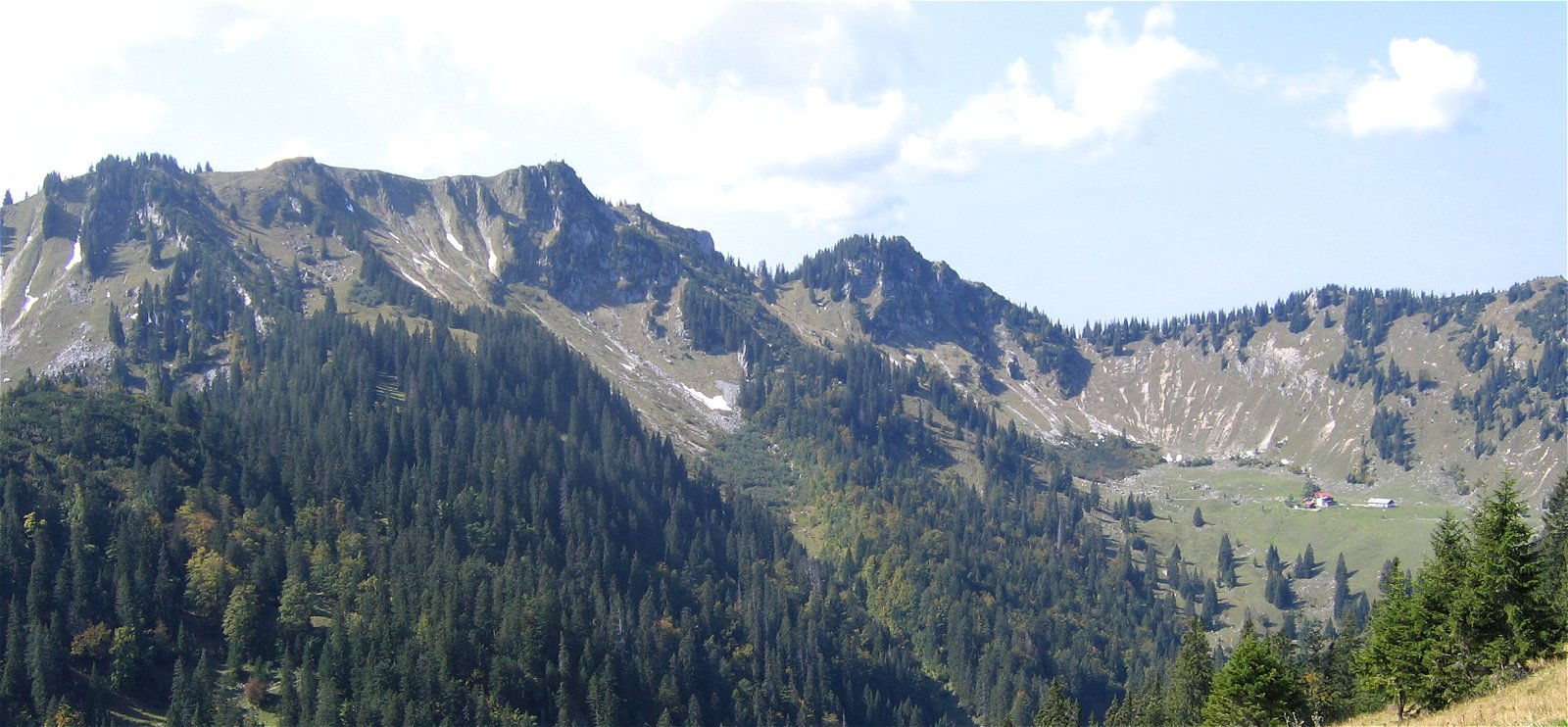

47°40′19″N 11°50′17″E / 47.67194°N 11.83806°E
博登施奈德山（德語：Bodenschneid），是德國的山峰，位於該國東南部，由巴伐利亞負責管轄，屬於芒法爾山脈的一部分，海拔高度1,668米，每年平均降雨量1,764毫米。